# Ángel Guarello
Ángel Guarello Costa (Valparaíso, 30 de octubre de 1866-ibídem, 11 de diciembre de 1931) fue un abogado y político chileno. Fue elegido como diputado, senador y alcalde, y designado como ministro de Estado (s) e intendente.

## Biografía

### Primeros años y familia
Fue hijo del capitán de marina mercante Angel Guarello De Ambrosis y de Virginia Costa García.
Se casó en primeras nupcias con Julia Gallo Sotomayor y por segunda vez, con Mery Fitz-Henry MacDonell; tuvo 9 hijos de ambas relaciones.
Con Mery Fitz-Henry MacDonell fue padre de Fernando Guarello Fitz-Henry, político nacionalsocialista chileno, y de Jorge Guarello Fitz-Henry, abogado, y bisabuelo de Juan Cristóbal Guarello, periodista deportivo y escritor chileno, Premio Nacional de Periodismo Deportivo en 2011.

### Estudios y vida laboral
Hizo sus estudios en el Colegio de los Sagrados Corazones de Valparaíso, recibiendo su título de bachiller en humanidades a la edad de 15 años. Luego, cursó leyes en la Universidad del Estado hasta completar sus estudios; pero como no tenía la edad para recibir el título de abogado, se fue a Valparaíso, donde entró a practicar con el Juez Letrado don Epifanio del Canto. Cuando cumplió la mayoría de edad, recibió su título profesional, el 3 de julio de 1887.
Desde entonces comenzó el periodo más activo de su vida. Su labor de "abogado de los pobres", le dio prestigio y gran influencia en los elementos populares.
Con motivo de la prisión del director general del Partido Demócrata (PD), los miembros de esta colectividad en Valparaíso, le encomendaron atender la parte legal de sus presentaciones en el proceso que con tal motivo se siguió en Santiago a los miembros de ese directorio. Terminada esta misión, se hizo cargo del puesto de asesor legal del PD, hasta el año 1890.
Su desinterés económico llegó a tanto, que no contento con desempeñar su misión gratuitamente, muchas veces los gastos de procesos o juicios en que su cliente era un desvalido, corrían por su cuenta. Por ello, el pueblo sentía admiración hacia el señor Guarello.

## Vida política

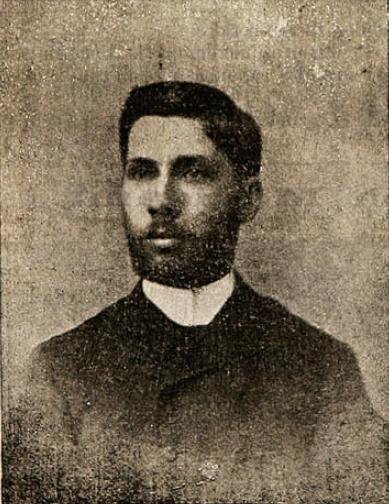
Ángel Guarello en 1903.

En las elecciones generales que se verificaron el 4 de marzo de 1894, el Partido Demócrata (PD) lo presentó como candidato a diputado por los departamentos de Valparaíso y Casablanca y resultó elegido por el voto de los obreros de Valparaíso, por el periodo constitucional 1894-1897. Los primeros tres años en el Parlamento fueron muy activos, tomando parte en los debates en que se trataba de mejorar la condición de los obreros y fomentar la instrucción de sus hijos por medio de subvenciones a los establecimientos de instrucción mantenidos por las sociedades constituidas.
Los electores porteños, incluso los que no tenían nada que ver con política, resolvieron reelegirlo en las elecciones que se realizaron el 7 de marzo de 1897. En este nuevo periodo parlamentario pudo completar la tarea iniciada en el trienio anterior y comenzar otras nuevas en beneficio de la ciudad que lo vio nacer. Periodo 1897-1900, en el cual integró la Comisión Permanente de Hacienda.
En su vida política, también perdió elecciones, como fue en las realizadas en octubre de 1891, donde fue presentado como candidato a diputado y perdió por muy pocos votos; igual derrota sufrió en las elecciones generales de marzo de 1900 y en la extraordinaria de 1901.
En marzo de 1903 volvió a ser elegido diputado por Valparaíso y Casablanca, periodo que terminó en 1906; integró, como diputado reemplazante en la Comisión Permanente de Industria. El exceso de trabajo parlamentario y profesional hizo que su salud se resintiera, por cuya causa tuvo que declinar la reelección que sus amigos y políticos le ofrecían.
En vano tuvo el propósito de renunciar a la política activa. Siempre su influencia y consejo estuvo al servicio de la gran causa democrática, como en sus mejores días de parlamentario.
Las aspiraciones legítimas del PD de tener representación en el Senado, volvieron al señor Guarello a la lucha de las urnas en 1908, en la elección extraordinaria para reemplazar al extinto senador don Federico Varela. No ganó esta vez. En las elecciones generales de marzo de 1909, volvió a ser presentado como candidato a senador, saliendo también derrotado.
Por fin en las elecciones generales de marzo de 1912, fue elegido senador por la provincia de Valparaíso, por el periodo 1912-1918. Integró la Comisión Permanente de Industria y Obras Públicas. Su labor en el Senado fue también fructífera para los intereses de la provincia. Ni su salud delicada ni el exceso de trabajo profesional le impidieron concurrir a todas las sesiones para estar atento a los intereses de sus representados.
Valparaíso no sólo le debió al Sr. Guarello su labor parlamentaria, sino que también instituciones sociales, como Junta de Beneficencia lo tuvieron entre sus miembros más activos desde el año 1897, donde desempeñó el cargo de sub-administrador del Lazareto.
Fue presidente honorario de las más prestigiosas sociedades obreras de Valparaíso y el país.
Fue intendente y alcalde de Valparaíso; ministro de Industria, Obras Públicas y Ferrocarriles; ministro de Justicia; ministro del Interior (subrogante); ministro de Relaciones Exteriores, Culto y Colonización (subrogante).
También fue consejero de Estado durante 12 años. Integró la Comisión de Aduanas. Entre otras cosas, también fue miembro del Cuerpo de Bomberos.
Falleció en Valparaíso, el 11 de diciembre de 1931.